# Miltochrista rubicunda
Miltochrista rubicunda là một loài bướm đêm thuộc phân họ Arctiinae, họ Erebidae.